# Northwestern-universiteit
De Northwestern-universiteit (Engels: Northwestern University) is een particuliere universiteit gevestigd in Evanston en Chicago in de Amerikaanse staat Illinois. De hoofdcampus ligt langs het Michiganmeer in Evanston. De geneeskunde- en rechtencampussen zijn in Chicago gevestigd.

## Aanzien
Northwestern wordt gerekend tot de allerbeste universiteiten in de Verenigde Staten en daarbuiten. Toelating tot Northwestern wordt door U.S. News & World Report gedefinieerd als "zeer selectief". Northwestern ontvangt meer dan 40.000 aanmeldingen tot inschrijving per jaar, waarbij minder dan 7% daadwerkelijk worden toegelaten. De afdeling bedrijfswetenschappen van de universiteit, de Kellogg School of Management, is een hoog aangeschreven business school. De rechtenfaculteit behoort tot de zogenaamde "Top Fourteen" of "T14", een informele en onofficiële lijst die van oudsher verwijst naar de law schools die het vaakst de bovenste veertien plaatsen opeisen in de jaarlijkse ranglijst van Amerikaanse rechtenfaculteiten van U.S. News & World Report.
De sportploegen van Northwestern University spelen in de Big Ten Conference. Ze hebben als bijnaam de Wildcats.

## Geschiedenis
De universiteit werd opgericht door John Evans in 1851. De universiteit werd opgezet met behulp van de First United Methodist Church of Chicago. De eerste lessen werden gegeven in 1855.
In 2007 nam de universiteit ook een campus in gebruik in Doha (Qatar). In 2017 betrok de campus in Doha een eigen gebouw.

## Alumni
| Amerikanen | Amerikanen | Buitenlanders |
| - Ann-Margret, actrice en zangeres - Sharif Atkins, acteur - George Ball, diplomaat - Warren Beatty, acteur - Saul Bellow, schrijver - Rod Blagojevich, politicus - William Jennings Bryan, politicus - Claire Coffee, actrice - Stephen Colbert, komiek - Paul Dana, autocoureur - Anne Dudek, actrice - Rahm Emanuel, politicus - Robert F. Furchgott, wetenschapper - Dick Gephardt, politicus - Arthur Goldberg, jurist en politicus - Matt Grevers, zwemmer - Mamie Gummer, actrice - Josh Habig, golfer | - Marg Helgenberger, actrice - Charlton Heston, acteur - Julia Louis-Dreyfus, actrice - Stephanie March, actrice - Meghan Markle, actrice - George R.R. Martin, schrijver - Todd Martin, tennisprof - George McGovern, politicus - Seth Meyers, komiek - David Sanborn, musicus - David Schwimmer, acteur - Gwynne Shotwell, zakenvrouw - Jerry Springer, televisiepersoonlijkheid - John Paul Stevens, rechter - Adlai Stevenson II, politicus - Augusta Read Thomas, componiste - Thomas Tyra, componist - Pharrell Williams, musicus | - Ali Babacan, Turks politicus - Ingvar Carlsson, Zweeds politicus - Alexander De Croo, Belgisch politicus - Luke Donald, Engels golfer - Matthew Fitzpatrick, Engels golfer - Cheddi Jagan, Guyaans politicus - Paul Lemmens, Belgisch jurist - Daniel Noboa, Ecuadoriaans politicus - Amos Sawyer, Liberiaans politicus |